# No Presents for Christmas
No Presents for Christmas – pierwszy singel duńskiej grupy heavymetalowej King Diamond. Został wydany w 1985 roku przez Roadrunner Records.

## Lista utworów
1. No Presents for Christmas - 4:20
2. Charon - 4:10

## Twórcy
- King Diamond - śpiew
- Andy LaRocque - gitara
- Michael Denner - gitara
- Timi Hansen - gitara basowa
- Mikkey Dee - perkusja